# Pas sferyczny

Pas sferyczny, pas kulisty – część sfery znajdująca się między dwiema równoległymi płaszczyznami odległymi od środka sfery o nie więcej niż promień {\displaystyle R,} wraz z punktami wspólnymi sfery i tych płaszczyzn.
Pole powierzchni pasa wynosi:
{\displaystyle S=2\pi Rh,}
gdzie {\displaystyle h} to odległość między płaszczyznami.